# Bactris
|  | Aquest article tracta sobre el gènere de plantes de la família Arecaceae. Si cerqueu la capital de l'antiga Bactriana, vegeu «Bactres». |

Bactris és un gènere de prop de 240 espècies de la família de les palmeres, Arecaceae, nativa d'Amèrica Central i del Sud, i el Carib. És un del grups més divers de les palmeres a la zona neotropical. El 1995 ja se'n coneixien 64 espècies. Des d'aleshores encara s'han desobert de noves.
Són arbres que creixen a 4-20 m d'alçada. Les fulles mesuren fins a 5 m de llarg, pinnades amb folíols i nombroses. El fruit és una drupa de 2-6 cm de llarg, comestible en algunes espècies.

## Selecció d'espècies
- Bactris acanthocarpa
- Bactris ana-juliæ[1]
- Bactris bifida
- Bactris brogniartii
- Bactris coloniata
- Bactris constanciae
- Bactris cruegeriana
- Bactris cubensis
- Bactris ferruginea
- Bactris gasipaes (Pupunha, Pejibaye)
- Bactris guineensis
- Bactris glandulosa
- Bactris glaucescens
- Bactris gracilior
- Bactris grayumi
- Bactris herrerana[1]
- Bactris hirta
- Bactris jamaicana
- Bactris longiseta (Huiscoyol)
- Bactris major
- Bactris mexicana
- Bactris militaris
- Bactris nancibensis
- Bactris pickelii
- Bactris pilosa
- Bactris plumeriana
- Bactris setiflora
- Bactris setosa
- Bactris simplicifrons
- Bactris wendlandiana